# Rue Tirechape
La rue Tirechape ou rue Tirechappe  est une ancienne rue située dans l'ancien 4e arrondissement de Paris qui disparait en 1854 lors du percement de la rue du Pont-Neuf.

## Situation
Cette rue commençait aux 12-14, rue Béthizy et finissait aux 59-61, rue Saint-Honoré. Elle était située dans l'ancien 4e arrondissement dans le quartier Saint-Honoré.
Les numéros de la rue étaient noirs. Le dernier numéro impair était le no 27 et le dernier numéro pair était le no 28.

## Origine du nom
Le nom de la rue, qui daterait du XIIIe siècle, viendrait, selon Jean de La Tynna et Jacques Hillairet, du fait que les marchands qui occupaient cette rue avait pris l'habitude de tirer par la chape, une espèce de robe d'extérieur que l'on portait en ce temps-là, les passants pour les engager à acheter.
Les frères Lazare et Charles Lefeuve indiquent qu'il est vraisemblable qu'elle doive son nom à l'importunité, aux moyens coercitifs des fripiers qui occupaient les petites boutiques de cette rue, et aux juifs de la même profession, qui proposaient des offres de service en tirant les passants par leurs chapes pour les forcer à venir acheter chez eux. Charles Lefeuve, quant à lui, ajoute qu'on appelait tire-laine, au Moyen Âge, un voleur à la tire, et que tire-chape en paraît très fort le synonyme.

## Historique
Cette voie est citée dans Le Dit des rues de Paris, de Guillot de Paris, sous la forme « rue Tirechape ».
Une décision ministérielle du 12 fructidor an V (29 août 1797) signée François de Neufchâteau fixe la largeur de cette rue à 7 m. Une ordonnance royale du 19 juillet 1840 élargit la rue à 12 puis à 15 m à la suite du décret du président de la République, Louis-Napoléon Bonaparte, du 10 mars 1852.
Un décret impérial du 21 juin 1854 portant la largeur de la rue à 20 m, la totalité de la rue disparaît lors du percement de la rue du Pont-Neuf, à l’exception des deux angles avec la rue de Rivoli.

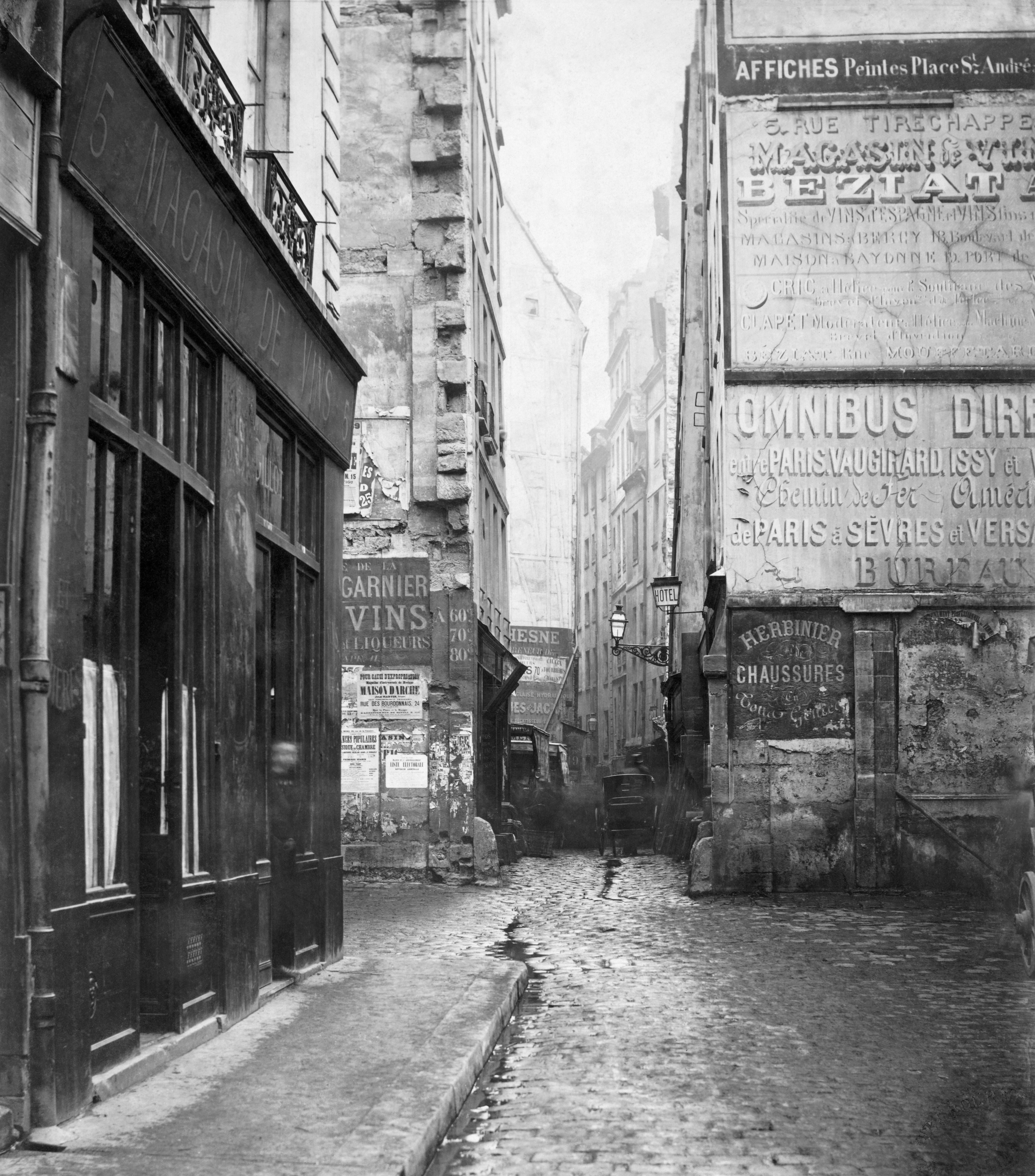
La rue Tirechape, vue depuis la rue de Rivoli. Tirage par Charles Marville (ca. 1853).

## Bâtiments remarquables et lieux de mémoire
- L'abbaye de Montmartre possédait dans cette rue six maisons sur lesquelles elle avait droit de censive, voirie portant lods et ventes, saisine, amendes, qui dépendaient de son fief du Fort-aux-Dames dont l'auditoire et la prison étaient situés dans le cul-de-sac du Fort-aux-Dames rue de la Heaumerie[6].